# Diócesis de Tournai
La diócesis de Tournai (en latín: Dioecesis Tornacensis, en francés: Diocèse de Tournai y en neerlandés: Bisdom Doornik) es una circunscripción eclesiástica de la Iglesia católica en Bélgica. Se trata de una diócesis latina, sufragánea de la arquidiócesis de Malinas-Bruselas. Desde el 22 de mayo de 2003 su obispo es Guy Harpigny.

## Territorio y organización

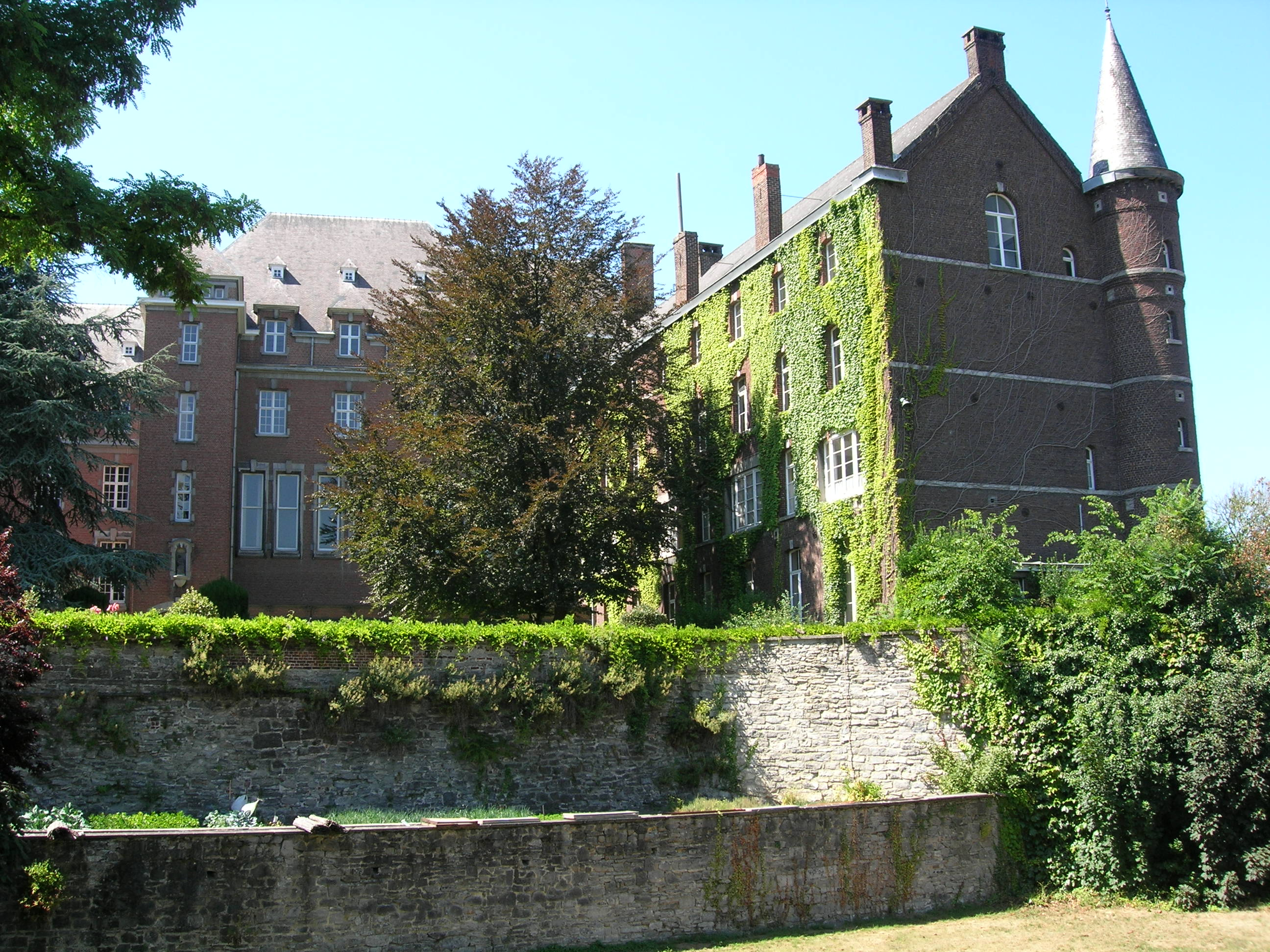
Seminario de Tournai

La diócesis tiene 3786 km² y extiende su jurisdicción sobre los fieles católicos de rito latino residentes en la provincia de Henao.

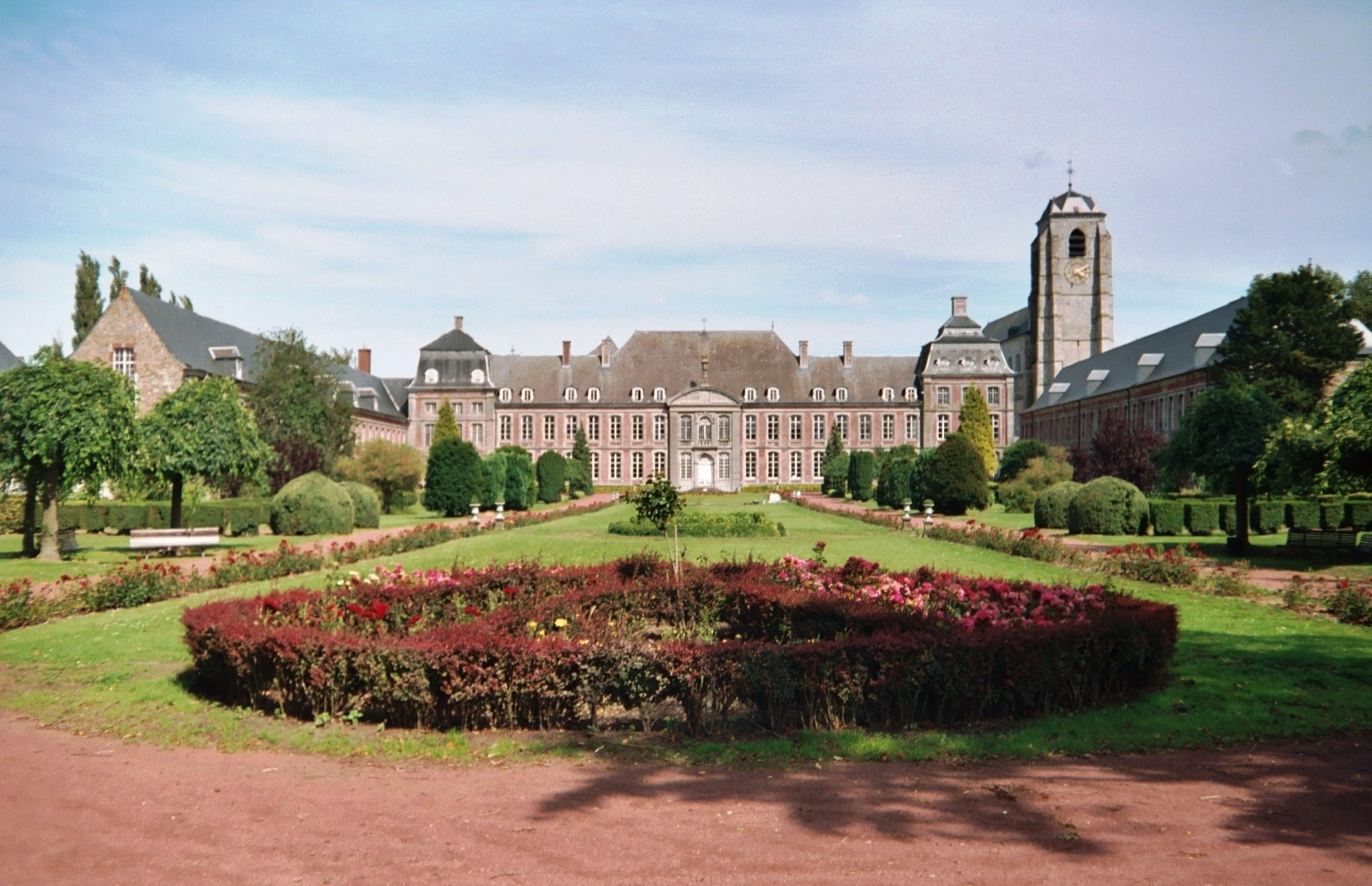
Abadía de la Buena Esperanza

La sede de la diócesis se encuentra en la ciudad de Tournai, en donde se halla la Catedral de Nuestra Señora. En el territorio diocesano se encuentran 3 basílicas menores: de Nuestra Señora de la Buena Esperanza, en Vellereille-les-Brayeux en la comuna de Estinnes; de Nuestra Señora de la Buena Ayuda, en Bon-Secours en la comuna de Péruwelz, de los Santos Pedro y Pablo, en Saint-Hubert; de San Materno (o de Nuestra Señora), en Walcourt; y de Nuestra Señora de Tongre, en Tongre-Notre-Dame en la comuna de Chièvres.

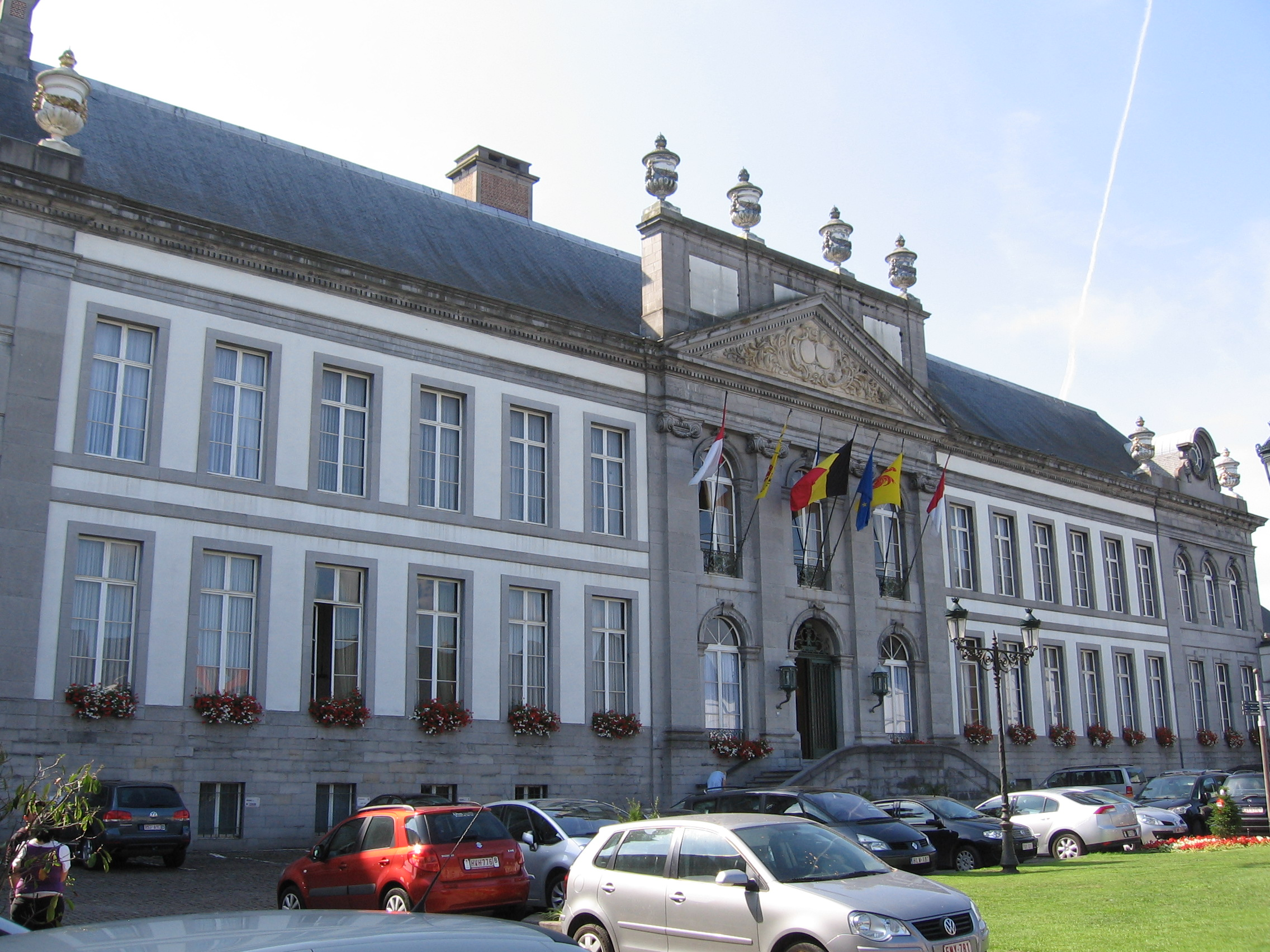
Palacio de la antigua abadía de San Martín

En 2020 en la diócesis existían 550 parroquias.

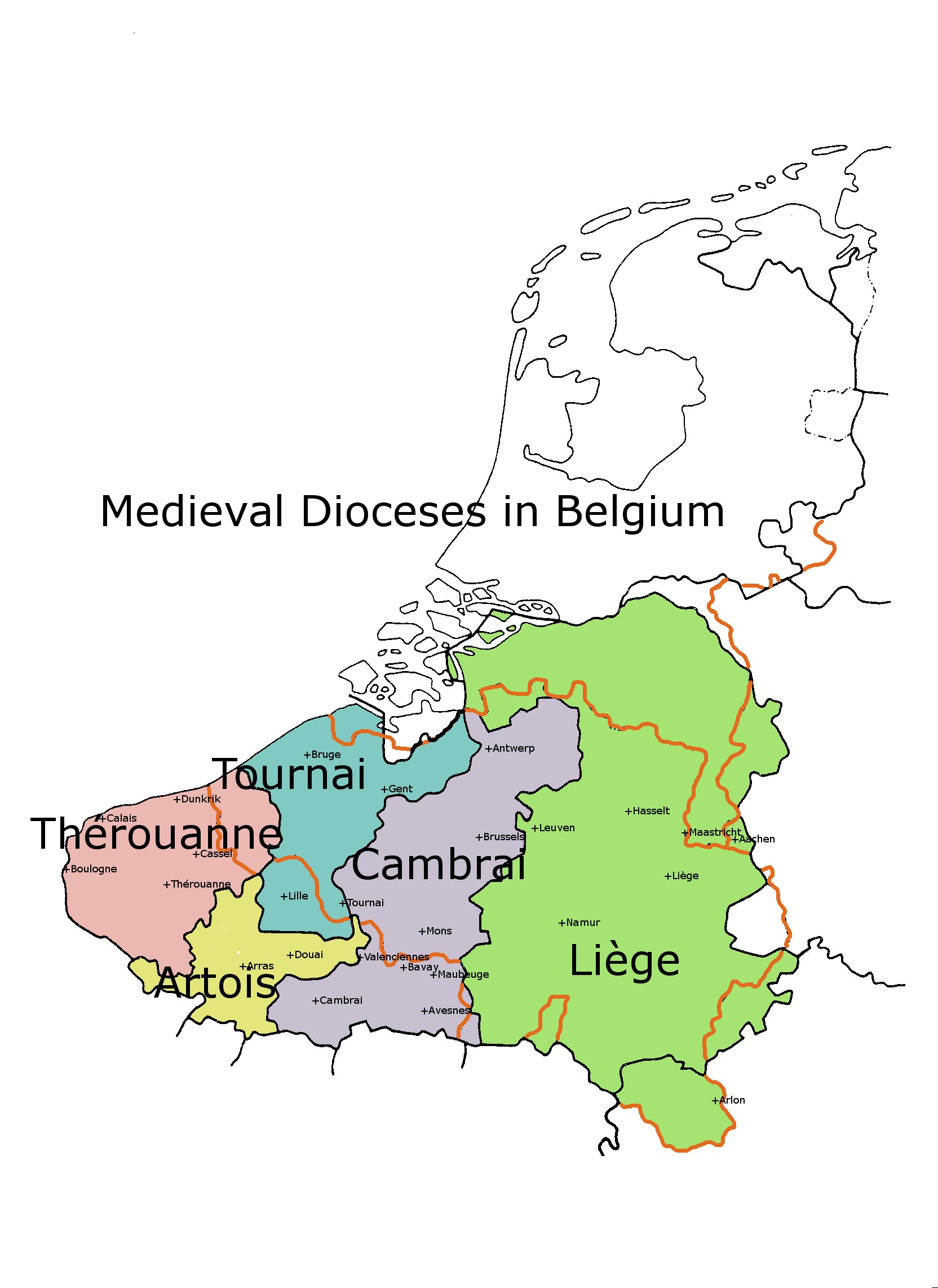
Mapa de las diócesis medievales en Bélgica

## Historia
En la segunda mitad del siglo III, Piatón evangelizó Turnacum, hoy Tournai, en el territorio de los menapios. Según la tradición, habría sido el primer obispo, aunque no hay constancia documental. Las sucesivas invasiones bárbaras del siglo IV borraron la vida cristiana de Tournai, hasta finales del siglo V.
La diócesis fue erigida en el primer tercio del siglo VI por Remigio, obteniendo el territorio de la arquidiócesis de Reims, de la que se convirtió en sufragánea. Sin embargo, no está claro si Tournai inicialmente tenía obispos propios, distintos de los de Noyon. La tradición reconoce a Eleuterio como cierto obispo de Tournai; después de él, en tiempo de Medardo, las dos diócesis se habrían unido, aunque no fueran contiguas. Según Duchesne en cambio la unión se habría producido a finales del siglo VI o principios del VII; de hecho, después de Eleuterio, el historiador bretón reconoce como posibles obispos de Tournai: Agrezio, episcopus Toronnicae, que participó en los concilios de Orleans en 549 y París en 552; y un obispo anónimo, mencionado por Gregorio de Tours, con motivo del asedio de Tournai en 577.
En la primera mitad del siglo VII, el obispo Acario de Noyon participó activamente en la reevangelización de la zona de Tournai, fomentando la actividad misionera del obispo itinerante Amando, que más tarde fue nombrado obispo de Maastricht. El sucesor de Acario, Eligio, acudió en persona a la zona de Tornacens, para continuar la labor de Amando en la lucha contra el paganismo, todavía muy activo en aquellas tierras.
En 1146, a petición del canónigo Letbert le Blond y del abad Hériman de San Martín, y gracias al apoyo de Bernardo, Tournai se separó de la diócesis de Noyon. El primer obispo fue Anselmo, abad de San Vicente de Laón, consagrado en el mismo año. Al mismo tiempo, se construyó y consagró la nueva catedral el 9 de mayo de 1171.
La diócesis era muy grande y limitaba con la diócesis de Thérouanne al oeste, con la de Arrás al suroeste, con la diócesis de Cambrai al este y con la de Utrecht al norte.
En el momento de la restauración de la sede, ciertamente incluía dos arcedianatos, el de Tournai y el de Flandes. A finales del siglo XIII, este último se dividió en dos, dando lugar a los arcedianatos de Brujas y de Gante. En el siglo XIV, los tres arcedianatos comprendían 12 decanatos:
- el arcedianato de Tournai: los decanatos de Tournai, Helchin, Courtrai, Lille y Seclin;
- el arcedianato de Brujas: los decanatos de Brujas, Oudenburg y Aardenburg;
- el arcedianato de Gante: los decanatos de Gante, Roulers, Audenarde y Waes.

De 1483 a 1505 se produjo el cisma de Tournai: el papa eligió tres obispos sucesivamente, mientras que el cabildo, de acuerdo con el rey de Francia, opuso un obispo de nombramiento capitular, cuya muerte puso fin al cisma.
Con la reorganización eclesiástica de los Países Bajos llevada a cabo por el papa Paulo IV con la bula Super universas del 12 de mayo de 1559, se crearon las diócesis de Brujas y de Gante separando los dos arcedianatos del mismo nombre del territorio de la diócesis de Tournai, que al mismo tiempo se convirtió en sufragánea de la arquidiócesis de Cambrai.
Durante la dominación española, que duró de 1521 a 1667, siguió teniendo obispos originarios de la región, mientras que la conquista de la ciudad por parte de los franceses impuso prelados franceses en la cátedra de Tournai, hasta que en 1713 el Tratado de Utrecht sancionó la dominación alemana.
Durante el episcopado de Gilbert de Choiseul († 1689) se estableció el seminario diocesano. Desde 1808 el seminario ocupa el antiguo colegio de los jesuitas, que llegó a Tournai en 1554.
Tras el concordato con la bula Qui Christi Domini del papa Pío VII del 29 de noviembre de 1801, pasó a formar parte de la provincia eclesiástica de la arquidiócesis de Malinas. El territorio se hizo coincidir con el departamento francés de Jemmapes, que ya no existe y fue reemplazado en 1830 por la provincia belga de Henao; esto supuso la anexión de unas 400 parroquias separadas a los territorios de las sedes de Lieja y Cambrai (a las que, sin embargo, cedió todos los territorios que formaban parte del departamento del Norte).
En 1967 se amplió el territorio diocesano con el distrito de Mouscron, que pertenecía a la diócesis de Brujas, mediante el decreto Cum civiles provinciae.

## Estadísticas
Según el Anuario Pontificio 2021 la diócesis tenía a fines de 2020 un total de 708 400 fieles bautizados.
| Año                                                                             | Población            | Población | Población      | Sacerdotes | Sacerdotes    | Sacerdotes    | Bautizados por sacerdote | Diáconos permanentes | Religiosos | Religiosos | Parroquias |
| Año                                                                             | Bautizados católicos | Total     | % de católicos | Total      | Clero secular | Clero regular | Bautizados por sacerdote | Diáconos permanentes | Varones    | Mujeres    | Parroquias |
| ------------------------------------------------------------------------------- | -------------------- | --------- | -------------- | ---------- | ------------- | ------------- | ------------------------ | -------------------- | ---------- | ---------- | ---------- |
| 1950                                                                            |                      | 1 248 000 | 0.0            | 1430       | 1150          | 280           | 0                        |                      | 900        | 4500       | 554        |
| 1969                                                                            | 1 130 000            | 1 331 677 | 84.9           | 1574       | 1165          | 409           | 717                      |                      | 709        | 3981       | 519        |
| 1980                                                                            | 1 182 000            | 1 313 294 | 90.0           | 1272       | 937           | 335           | 929                      | 22                   | 335        | 3100       | 584        |
| 1990                                                                            | 1 000                | 1 271 649 | 78.6           | 934        | 663           | 271           | 1070                     | 37                   | 271        | 1735       | 584        |
| 1999                                                                            | 950 000              | 1 284 347 | 74.0           | 681        | 518           | 163           | 1395                     | 33                   | 189        | 1190       | 584        |
| 2000                                                                            | 920 000              | 1 284 347 | 71.6           | 649        | 490           | 159           | 1417                     | 33                   | 160        | 1230       | 584        |
| 2001                                                                            | 910 000              | 1 280 427 | 71.1           | 620        | 477           | 143           | 1467                     | 34                   | 143        | 1102       | 584        |
| 2002                                                                            | 900 000              | 1 284 761 | 70.1           | 593        | 456           | 137           | 1517                     | 39                   | 137        | 1075       | 584        |
| 2003                                                                            | 900 000              | 1 279 823 | 70.3           | 570        | 440           | 130           | 1578                     | 36                   | 130        | 1042       | 624        |
| 2004                                                                            | 900 000              | 1 279 467 | 70.3           | 548        | 418           | 130           | 1642                     | 34                   | 130        | 992        | 584        |
| 2010                                                                            | 904 905              | 1 291 850 | 70.0           | 460        | 366           | 94            | 1967                     | 34                   | 238        | 684        | 576        |
| 2014                                                                            | 994 000              | 1 328 760 | 74.8           | 366        | 277           | 89            | 2715                     | 38                   | 178        | 480        | 575        |
| 2017                                                                            | 650 000              | 1 337 759 | 48.6           | 286        | 208           | 78            | 2272                     | 40                   | 158        | 380        | 572        |
| 2020                                                                            | 708 400              | 1 344 241 | 52.7           | 273        | 202           | 71            | 2594                     | 39                   | 87         | 360        | 550        |
| Fuente: Catholic-Hierarchy, que a su vez toma los datos del Anuario Pontificio. |                      |           |                |            |               |               |                          |                      |            |            |            |

## Episcopologio
- San Eleuterio † (antes de la mitad del siglo VI)[nota 3]
  - Sede unida a Noyon (siglo VI-1146)
- Anselme † (1146-1149 falleció)
- Gérard † (1149-1166 falleció)
- Walter † (1166-19 de agosto de 1171 falleció)
- Everard de Avesnes † (1173-28 de septiembre de 1191 falleció)
- Étienne, O.S.B. † (1193-11 de septiembre de 1203 falleció)
- Gossuin de Beauffort † (1204-29 de octubre de 1218 falleció)
- Walter de Marvis † (1219-16 de febrero? 1251 falleció)
- Walter de Croix † (1252-14 de febrero de 1261 falleció)
- Jean Buchiau† (1261-1266 falleció)
- Jean de Enghien † (1267-28 de julio de 1274 nombrado obispo de Lieja)
- Philippe Mus de Gante † (1275-circa 1282 falleció)
- Michel de Warenghien † (1283-1291 falleció)
- Jean de Vassogne † (1292-1300 falleció)
- Guy de Boulogne † (28 de febrero de 1301-28 de marzo de 1324 nombrado arzobispo de Cambrai)
- Elie de Ventadour † (28 de marzo de 1324-1326 renunció)
- Guillaume de Ventadour † (15 de octubre de 1326-1333 falleció)
- Théobald de Saussoire † (31 de mayo de 1333-1333 o 1334 falleció)
- Andrea Ghilini † (12 de septiembre de 1334-1342 renunció)
- Jean des Prés † (25 de septiembre de 1342-13 de junio de 1349 falleció)
- Pierre de la Foret † (24 de julio de 1349-20 de diciembre de 1350 nombrado obispo de París)
- Philippe de Arbois † (3 de enero de 1351-1377 falleció)
- Obediencia aviñonesa:
  - Pierre de Auxy † (18 de mayo de 1379-? falleció)
  - Louis de la Trémouille † (2 de marzo de 1388-1410 falleció)
  - Jean de Thoisy † (17 de septiembre de 1410-2 de junio de 1433 falleció)
- Obediencia romana:
  - Jean de West † (15 de mayo de 1380-6 de junio de 1384 falleció)
  - Guillaume de Coudenberghes † (14 de marzo de 1386-19 de agosto de 1393 nombrado obispo de Basilea)[nota 4]
  - Guillaume † (4 de agosto de 1401-?)
- Jean de Harcourt † (22 de abril de 1433-5 de noviembre de 1436 nombrado arzobispo de Narbona)
- Jean Chevrot † (5 de noviembre de 1436-5 de septiembre de 1460 nombrado obispo de Toul)
- Guillaume Fillâtre † (4 de septiembre de 1460-11 de agosto de 1473 falleció)
- Ferry de Clugny † (8 de octubre de 1473-7 de octubre de 1483 falleció)
- Jean Monissart † (15 de octubre de 1483-11 de agosto de 1491 falleció)
  - Antonio Pallavicini Gentili † (19 de agosto de 1491-1497 renunció) (administrador apostólico)
- Pierre Quicke, O.Cist. † (20 de diciembre de 1497-1506 renunció)
- Charles de Hautbois † (9 de marzo de 1506-1513 renunció)
- Louis Guillard † (8 de junio de 1513-29 de marzo de 1525 nombrado obispo de Chartres)
- Charles de Croy † (29 de marzo de 1525 por sucesión-13 de diciembre de 1564 falleció)
- Guibert de Ongnies † (6 de julio de 1565-25 de agosto de 1574 falleció)
- Pierre Pintaflour † (4 de mayo de 1575-10 de abril de 1580 falleció)
- Maximilien Morillon † (24 de enero de 1583-27 de marzo de 1586 falleció)
- Jean Vendeville † (15 de junio de 1588-15 de octubre de 1592 falleció)
  - Louis de Berlaymont † (1593-15 de febrero de 1596 falleció) (administrador apostólico)
- Michel de Esne † (15 de septiembre de 1597-1 de octubre de 1614 falleció)
- Jacob Maximilien Villain † (2 de diciembre de 1615-29 de noviembre de 1644 falleció)
- François Villain † (19 de noviembre de 1646-28 de diciembre de 1666 falleció)
  - Sede vacante (1666-1670)
- Gilbert de Choiseul du Plessis Praslin † (22 de diciembre de 1670-31 de diciembre de 1689 falleció)
- François de Caillebot de La Salle † (5 de mayo de 1692-marzo de 1705 renunció)
- Louis-Marcel de Coëtlogon-Méjusseaume † (7 de septiembre de 1705-18 de abril de 1707 falleció)
- René-François de Beauvau du Rivau † (19 de diciembre de 1707-20 de mayo de 1713 renunció[nota 5])
- Johann Ernst von Löwenstein-Wertheim-Rochefort † (22 de mayo de 1713-26 de julio de 1731 falleció)
- Franz Ernst von Salm-Reifferscheid † (3 de marzo de 1732-16 de junio de 1770 falleció)
  - Sede vacante (1770-1776)
- Wilhelm Florentin von Salm-Salm † (20 de mayo de 1776-23 de septiembre de 1793 nombrado arzobispo de Praga)
  - Sede vacante (1793-1802)
- François Joseph Hirn † (10 de julio de 1802-17 de agosto de 1819 falleció)
  - Sede vacante (1819-1829)
- Jean-Joseph Delplancq † (18 de mayo de 1829-27 de julio de 1834 falleció)
- Gaspard-Joseph Labis † (6 de abril de 1835-16 de noviembre de 1872 falleció)
- Edmond-Joseph Dumont † (23 de diciembre de 1872-22 de noviembre de 1879 renunció)
- Isidore-Joseph du Rousseaux † (12 de noviembre de 1880-23 de septiembre de 1897 falleció)
- Charles-Gustave Walravens † (16 de diciembre de 1897-19 de febrero de 1915 falleció)
- Amédée Crooy † (6 de diciembre de 1915-27 de noviembre de 1924 falleció)
- Gaston-Antoine Rasneur † (30 de enero de 1924-23 de noviembre de 1939 falleció)
- Louis Delmotte † (24 de enero de 1940-8 de julio de 1945 renunció[nota 6])
- Etienne Carton de Wiart † (8 de julio de 1945-30 de julio de 1948 falleció)
- Charles-Marie Himmer † (29 de diciembre de 1948-2 de julio de 1977 retirado)
- Jean Huard † (2 de julio de 1977-4 de octubre de 2002 falleció)
- Guy Harpigny, desde el 22 de mayo de 2003